# Bretxa de l'orgasme
La bretxa de l'orgasme, bretxa del plaer, o bretxa orgàsmica, és un fenomen social que fa referència a la disparitat general entre homes i dones heterosexuals en termes de satisfacció sexual, més concretament, la freqüència desigual en l'assoliment de l'orgasme durant les trobades sexuals. Actualment, en tots els grups demogràfics que s'han estudiat, les dones reporten la freqüència més baixa d'arribar a l'orgasme durant les trobades sexuals amb homes. Els investigadors especulen que hi ha múltiples factors que poden contribuir a la bretxa de l'⁣orgasme. La investigadora de la bretxa d'orgasme Laurie Mintz argumenta que la raó principal d'aquesta forma de desigualtat de gènere es deu a "la nostra ignorància cultural del clítoris" i que és habitual "etiquetar malament els genitals de les dones per la part (la vagina) que dona als homes, però no les dones, orgasmes fiables".

## Història de la investigació
L'Informe Kinsey de 1953, titulat Sexual Behavior in the Human Female, va fer diverses observacions, com ara "diferències en les freqüències d'orgasme" entre les dones nord-americanes solteres (223 orgasmes de mitjana abans del matrimoni, amb un 36% mai no havia tingut un orgasme abans del matrimoni; el 10% dels totes les dones de l'estudi van dir que mai havien tingut un orgasme en cap període de la seva vida) i els homes (1.523 orgasmes de mitjana abans del matrimoni; tots els homes de l'estudi van informar haver tingut un orgasme abans de casar-se). El 1990, els autors es referien a la disparitat de gènere observada per Kinsey i altres investigacions en les experiències sexuals com la "bretxa d'orgasme", citant les taxes d'orgasme prematrimonials per gènere com a exemple. Mentrestant, Masters & Johnson (1966) van suggerir que les dones lesbianes tenien més orgasmes que les dones heterosexuals.
Un estudi de 1994 de Laumann i altres sobre pràctiques sexuals als Estats Units van trobar que el 75,0% dels homes i el 28,6% de les dones sempre tenien orgasmes amb el seu cònjuge, mentre que el 40,2% dels homes i el 79,7% de les dones pensaven que el seu cònjuge sempre tenia orgasmes durant el sexe. Aquestes taxes eren diferents en les relacions heterosexuals no matrimonials (relacions heterosexuals de convivència, a llarg termini i a curt termini), amb taxes que van augmentar fins al 80,5% per als homes i el 43,0% per a les dones amb orgasmes durant el sexe amb les seves parelles a curt termini, i el 69,3% per als homes i el 82,6% per a les dones que pensen que les seves parelles a curt termini sempre tenien orgasmes. La primera d'aquestes estadístiques es va anomenar "la bretxa 29/75" en un article de Weekly World News de l'agost de 1997 i es va prendre com a representativa de la "bretxa de l'orgasme". Les escriptores feministes nord-americanes Marcelle Karp i Debbie Stoller (1999) també es van referir vagament a l'estadística 75/29 com a evidència de l'existència de la bretxa d'orgasme i per argumentar que calien més esforços per emancipar sexualment les dones, perquè "hi ha moltes dones" que segurament encara no s'estan divertint'.
Els estudis indiquen una simplificació excessiva en la comprensió de la bretxa de l'orgasme en investigacions anteriors. En primer lloc, centrar-se en la quantitat de l'orgasme descuida altres dimensions rellevants del fenomen, com ara la durada i la qualitat de l'orgasme. En segon lloc, la pedra angular de la bretxa en si, el patró binari de diferenciació de gènere aplicat fins ara, ha quedat obsolet degut als diversos estudis sobre el gènere i la diversitat sexual.

## Factors contribuents

### Comportament sexual i assoliment de l'orgasme
Les dades de la investigació sobre el comportament sexual indiquen que molt poques dones (menys del 30%) aconsegueixen l'orgasme durant l'activitat sexual mixta, mentre que els homes (més del 90%) solen fer-ho. Durant les trobades sexuals en parella, les taxes d'orgasme dels homes no varien segons l'orientació sexual; però, les lesbianes o les dones que tenen sexe amb dones informen de taxes d'orgasme significativament més altes (fins al 83%) que les que tenen sexe amb homes. Aquesta variació entre dones està influenciada per la priorització de l'estimulació del clítoris durant les trobades sexuals només femenines. S'ha determinat que per a les dones, l'estimulació del clítoris és el mètode més fiable per arribar a l'orgasme, amb gairebé totes les dones que requereixen algun tipus d'estimulació del clítoris per aconseguir l'orgasme. Per contra, les relacions sexuals PIV (penis a la vagina) no produeixen de manera fiable l'orgasme per a les dones. Els estudis han descobert que les dones informen de fingir ("fingir") fins a l'orgasme durant el coit PIV més que durant qualsevol altra pràctica sexual.
Les investigadores feministes acrediten que la "falocentricitat" de la parella de sexes mixtes és el principal contribuent a la bretxa de l'orgasme. Diversos estudis de comportament i actituds sexuals han conclòs que les parelles mixtes prioritzen la penetració del penis i la satisfacció dels homes. Al seu torn, això contribueix a que la conducta de fingir orgasme sigui més freqüent en les dones que en els homes: com que sembla que hi ha "un guió sexual en què les dones haurien de tenir l'orgasme abans que els homes, i els homes són els responsables dels orgasmes de les dones", una dona pot sentir-se pressionada a fingir un orgasme abans que la seva parella masculina tingui orgasmes per agradar a la seva parella i evitar ferir els seus sentiments.
Els estudis sobre la cultura heterosexual de conducta sexual esporàdica van trobar que "tant els homes com les dones van informar que els homes normalment no estan preocupats pel plaer de les dones en les relacions, però tots dos van informar que els homes estan molt atents al plaer de les dones en les relacions". Els resultats mostren que les dones tenien menys probabilitats d'aconseguir l'orgasme durant el sexe casual en lloc de les relacions sexuals; aquesta diferència es va atribuir a un augment general de la presència d'estimulació del clítoris focalitzada i la voluntat dels homes de realitzar cunnilingus durant el sexe en una relació. No obstant això, un estudi va trobar que el cunnilingus no era significativament més probable que es produís en les relacions estables que en les trobades esporàdiques.

### Sexisme científic
En un estudi de 2006, la investigadora de biologia i sexe Elisabeth Lloyd va revisar els estudis més destacats sobre la sexualitat femenina i argumentà que l'orgasme femení s'ha vist afectat per la qüestionable integritat científica de cadascun d'aquests estudis, ja que es basen constantment en supòsits androcèntrics sobre el cos femení. L'estudiosa feminista Angela Towne (2019) plantejà que l'"enfocament històricament androcèntric en el canal vaginal com a òrgan sexual principal femení, ha ajudat a crear una bretxa d'orgasme basada en el gènere durant el sexe en parella".
Diversos estudiosos han destacat que dins dels diccionaris, textos d'anatomia, textos d'educació sexual i textos de ginecologia la vagina s'esmenta més sovint com la zona erògena femenina principal, mentre que el clítoris s'ha omès o només descrit breument. En una metaanàlisi de la literatura d'anatomia del 2005 destinada a professionals mèdics, O'Connell i altres van determinar que "la descripció anatòmica típica del llibre de text no té detalls, descriu l'anatomia masculina completament i només ofereix les diferències entre l'anatomia masculina i femenina en lloc d'una descripció completa de l'anatomia femenina". O'Connell i altres remarcaren que "l'anatomia del clítoris no ha estat estable amb el temps, com era d'esperar. En gran manera, el seu estudi ha estat dominat per factors socials. El clítoris és una estructura sobre la qual es proporcionen pocs diagrames i una descripció mínima... L'estudi específic dels llibres de text anatòmics al llarg del segle xx va revelar que els detalls dels diagrames genitals presentats a principis de segle es van ometre posteriorment dels textos posteriors. Aquests exemples, particularment amb el teló de fons del clítoris que s'està descobrint i redescobrint, indiquen que l'evolució de l'anatomia femenina al llarg del segle XX es va produir com a resultat de la supressió activa en lloc de la simple omissió en interès de la brevetat". Gabriele Falloppio va descriure el clítoris el 1561, destacant el fet que "els anatomistes moderns l'han descuidat completament", però les seves troballes van ser descartades constantment pels seus col·legues; Andreas Vesalius va afirmar que es tractava d'una "part nova i inútil" que no tenia cap funció en les "dones sanes". Els anatomistes posteriors, inclòs Regnier de Graaf al segle xvii, també van proporcionar una descripció completa del clítoris, tot i que el seu treball també va ser ignorat o suprimit. Fins al 1998 la ciència no va estar disposada a reconèixer la importància del clítoris a causa del treball innovador d'O'Connell i altres que varen revelar l'extensió real de la mida i la complexitat del clítoris mitjançant la tecnologia de ressonància magnètica.

### Socialització

#### Assertivitat i comunicació
En general, s'ha associat a les dones amb un grau d'assertivitat sexual reduït en comparació amb els homes i sovint es troba que això va en detriment de la satisfacció sexual de les dones. S'ha proposat que per a les dones la masturbació és un mitjà eficaç per descobrir les pròpies preferències per poder comunicar-les amb les seves parelles sexuals. La comunicació en la qual un és capaç d'articular les seves necessitats o interessos sexuals, juntament amb el fet de tenir una parella receptiva a les mateixes, són tots dos aspectes instrumentals per satisfer les relacions sexuals. Hi ha una tendència a que la comunicació sexual oberta sigui baixa o mancada entre les parelles que tenen dificultats per arribar a l'orgasme. Les dones que tenen dificultats per arribar a l'orgasme, denuncien que poden ocultar-ho a la seva parella comunicant incorrectament la seva satisfacció sexual i que això s'aconsegueix més sovint amb la realització d'un orgasme fingit. A més, s'ha observat que "les dones veuen el seu propi orgasme com a important per a les seves parelles (és a dir, per comunicar el seu gaudi d'una experiència sexual) més que per al seu propi plaer" i que la pressió existent per produir un orgasme per a les parelles masculines durant l'activitat sexual és una barrera perquè realment arribin elles a l'orgasme.

#### Educació sexual
L'aspecte del plaer generalment es passa per alt dins de l'educació sexual que es presenta als joves; en canvi, la gran majoria del contingut es refereix principalment a la salut reproductiva, centrant-se en mesures preventives per a embarassos no desitjats i infeccions de transmissió sexual. Els processos fisiològics del plaer (com ara l'excitació, l'orgasme o l'ejaculació) normalment només es fan referència en un context reproductiu, més que amb l'únic propòsit del plaer; la raó principal d'això és que aquests components del plaer es consideren necessaris dels cossos masculins per poder concebre. Alternativament, les zones del cos propices al plaer femení -el clítoris, les esponges perineals o les esponges uretrals- no estan vinculades a la concepció i, per tant, s'han ignorat en gran manera dels currículums d'educació sexual i, en canvi, només s'ensenyen els òrgans interns femenins a l'aula. Els estudiosos afirmen que "la manca d'una comprensió cohesionada del plaer fa que la implementació del plaer sigui aclaparadora i inaccessible per als educadors i pot explicar per què la investigació acadèmica sobre el plaer no ha aconseguit obrir-se pas al món pràctic de les aules d'educació sexual". L'autoexploració sexual també és un tema habitualment no abordat a l'aula, però "les investigacions anteriors indiquen que incloure la masturbació en l'educació sexual pot millorar les actituds cap a la masturbació i desmentir mites o creences falses". Un estudi sobre el coneixement sexual dels estudiants universitaris va trobar que més del 60% dels estudiants tenien la falsa creença que el clítoris es trobava dins del canal vaginal.

#### Mitjans de comunicació i pornografia
L'activitat heterosexual representada als mitjans de comunicació convencionals i la pornografia es centra principalment en el plaer masculí i sovint inclou mites sexuals que poden influir en la construcció de la comprensió d'allò que constitueix un comportament sexual normal/típic. L'orgasme femení descrit pels mitjans de comunicació i la pornografia promou regularment una imatge falsa en què les dones tenen l'orgasme només per la penetració. Els investigadors conclouen que aquesta fal·làcia pot contribuir a expectatives poc realistes sobre quins mètodes d'activitat sexual són necessaris perquè les dones tinguin l'orgasme en les trobades de la vida real.
El desig de les espectadores de pornografia femenina per veure el que volen veure, incloses les intèrprets femenines a la pantalla que tenen orgasmes reals en lloc de falsos, va ser un dels principals factors que van portar a l'auge de la pornografia feminista als anys vuitanta i noranta a Amèrica del Nord i Europa.:13–15Segons la pornògrafa feminista Tristan Taormino (2013), "en el porno feminista, el desig femení, el plaer i l'orgasme es prioritzen i se celebren". Quan el sexe a la pantalla representa l'experiència dels intèrprets (ningú "fingeix" res), i aquesta experiència està configurada per ser positiva i solidària, el sexe es presenta com a alegre, divertit, segur, mutu i satisfactori".:297